# Parasinga cinerascens

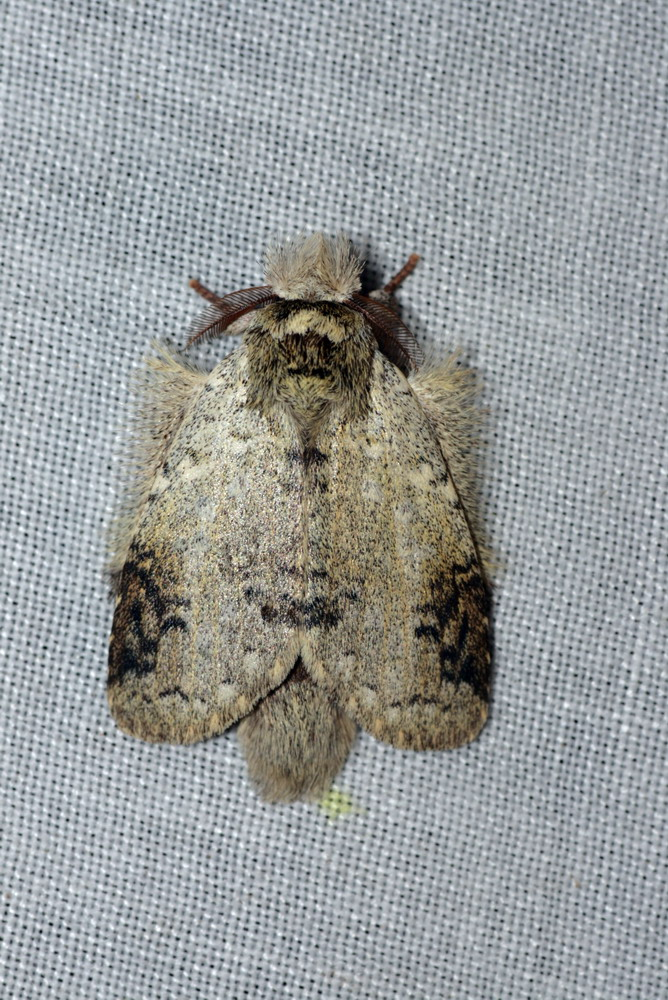
Cinerascens på Borneo

Parasinga cinerascens är en fjärilsart som beskrevs av Sergius G. Kiriakoff 1974. Parasinga cinerascens ingår i släktet Parasinga och familjen tandspinnare. Inga underarter finns listade i Catalogue of Life.